# ثيو وارتون
ثيو وارتون (15 نوفمبر 1994 في المملكة المتحدة - ) (بالإنجليزية: Theo Wharton)‏ هو لاعب كرة قدم بريطاني في مركز الوسط. لعب مع كارديف سيتي ونادي يورك سيتي ونونيتون بورو ‏ ونادي تاموورث وWeston-super-Mare A.F.C. ‏.

## وصلات خارجية
- ثيو وارتون على موقع قاعدة بيانات كرة القدم.إي يو (الإنجليزية)
- ثيو وارتون على موقع ناشيونال فوتبول تيمز (الإنجليزية)
- ثيو وارتون على موقع Soccerbase.com (لاعب) (الإنجليزية)
- ثيو وارتون على موقع Soccerway.com (الإنجليزية)